# Carles Rexach
Carles Charly Rexach Cerdà (Barcelona; 13 de enero de 1947) es un exfutbolista y entrenador de fútbol español. Es una de las figuras más carismáticas y reconocidas del F. C. Barcelona, club al que se incorporó siendo un niño de tan solo 12 años. Ostenta el récord de haber mantenido relación contractual con el club catalán durante 44 años: 5 como jugador de los equipos de la cantera, 17 como jugador del primer equipo y 22 como miembro del cuerpo técnico. Fue el segundo entrenador y ayudante de Johan Cruyff durante los ocho años (entre 1988 y 1996) en los que el neerlandés dirigió al equipo. Posteriormente llegó a ser entrenador del primer equipo entre 2001 y 2002. En 1997 fue, durante una temporada, entrenador del Yokohama Flugels, un equipo de la primera división japonesa.

## Trayectoria como jugador

### F. C. Barcelona
Debutó en el primer equipo del F. C. Barcelona de la mano del entrenador azulgrana Salvador Artigas. Fue el 25 de abril de 1965, con 18 años de edad, y con motivo de un partido de Copa del Rey en El Sardinero, Santander, ante el Real Racing Club. El Barcelona ganó por un contundente 0-4, y Carles Rexach anotó el cuarto gol del equipo, y primero de su carrera profesional.
Entre 1965 y 1966, Rexach jugó algunos partidos con el primer equipo, aunque participaba más en los encuentros del CF Condal, nombre que entonces recibía el conjunto filial del F. C. Barcelona.
Su debut en la Liga española de fútbol se produjo el 10 de septiembre de 1967, con 20 años de edad, en la primera jornada de la temporada 1967-68. El partido tuvo lugar en Zaragoza, y el Real Zaragoza derrotó al Barcelona por 3 a 2. Carles Rexach marcó el primer gol del partido, a los diez minutos de partido.
Rexach enseguida se ganó la titularidad desde el primer día. Aquella temporada 1967-68 jugó 22 de los 30 partidos, todos enteros, marcó un total de seis goles, y se convirtió en una de las revelaciones del campeonato.
Jugaba de extremo derecho, y poseía una excelente clase. Rápido, excelente centrador, y buen chutador (especialmente de faltas y penaltis) fue considerado uno de los mejores extremos de Europa de su época. Su figura, sin embargo, siempre creó división de opiniones en la afición culé. Si bien era valorado por su clase, y protegido por ser un chico catalán de la cantera barcelonista, siempre se le criticó su irregularidad y su falta de combatividad.
Durante sus 16 temporadas en el primer equipo fue siempre titular, excepto en la última temporada en que, a causa de su edad, tan solo participó en ocho partidos de liga. Todo ello le permitió haber pasado a la historia como el séptimo jugador que más partidos oficiales ha jugado en el F. C. Barcelona, con un total de 449.
Consiguió el Trofeo Pichichi como máximo goleador de la Liga en la temporada 1970/71, al marcar 17 goles en 29 partidos. Fue su mejor registro goleador como jugador, ha pasado a la historia como el noveno máximo goleador de la historia del F. C. Barcelona, con 122 goles en partidos oficiales.
A pesar de su longevidad como jugador azulgrana, sólo logró una Liga: la de la temporada 1973/74, junto a Johan Cruyff, Hugo Sotil y Asensi.
Posteriormente participó activamente en el triunfo del F. C. Barcelona en la Recopa de Europa de 1979. Fue uno de los grandes protagonistas de final disputada en Basilea (Suiza), y en la que el Barcelona derrotó en la prórroga al conjunto alemán del Fortuna Düsseldorf por 4-3. Primero, Rexach falló un penalti. Posteriormente se resarció marcando un gol.
El título que más veces conquistó fue la Copa del Rey, que ganó en cuatro ocasiones. En la final de Copa de 1978, en la que el Barcelona derrotó a la U. D. Las Palmas por 3 a 1, Rexach fue autor de dos goles, y considerado mejor jugador del partido.
Carles Rexach se retiró del F. C. Barcelona, y como jugador en activo, en 1981, a la edad de 34 años. El F. C. Barcelona le organizó un partido de homenaje por todo lo alto, el 1 de septiembre de 1981 frente a la selección argentina vigente campeona del mundo del momento, que vino a Barcelona, y llenó el Camp Nou, con todas sus estrellas, incluido un joven llamado Diego Armando Maradona. El F. C. Barcelona venció por 1-0, con gol del danés Allan Simonsen que, precisamente, llegó al Barcelona a ocupar la plaza de extremo que dejaba libre Rexach.
Tras su retirada, Rexach siguió vinculado al club, incorporándose al cuerpo técnico como entrenador del equipo juvenil. Inició así una carrera como entrenador que, curiosamente, le reportaría más títulos que la de jugador.

### Selección española
Carles Rexach debutó con la Selección española el 23 de abril de 1969, en el partido España-Suiza (1-0) que se disputó en Valencia. Fue habitual de las convocatorias durante 10 años, aunque solo disputó 15 partidos, en los que marcó dos goles. Con la selección participó en la Copa del Mundo de Argentina, en 1978, donde disputó su último partido internacional: el que España perdió ante Austria por 1-2, en Buenos Aires, el 3 de junio de 1978.

## Clubes como jugador
| Club            | País   | Año       | Partidos | Goles |
| --------------- | ------ | --------- | -------- | ----- |
| F. C. Barcelona | España | 1965-1981 | 449      | 122   |

## Palmarés

### Torneos nacionales
| Título                     | Club      | País   | Año     |
| -------------------------- | --------- | ------ | ------- |
| Copa del Generalísimo      | Barcelona | España | 1967-68 |
| Copa del Generalísimo      | Barcelona | España | 1970-71 |
| Primera División de España | Barcelona | España | 1973-74 |
| Copa del Rey               | Barcelona | España | 1977-78 |
| Copa del Rey               | Barcelona | España | 1980-81 |

### Torneos internacionales
| Título           | Club      | Sede     | Año     |
| ---------------- | --------- | -------- | ------- |
| Copa de Ferias   | Barcelona | Zaragoza | 1965-66 |
| Recopa de Europa | Barcelona | Basilea  | 1978-79 |

## Trayectoria como entrenador

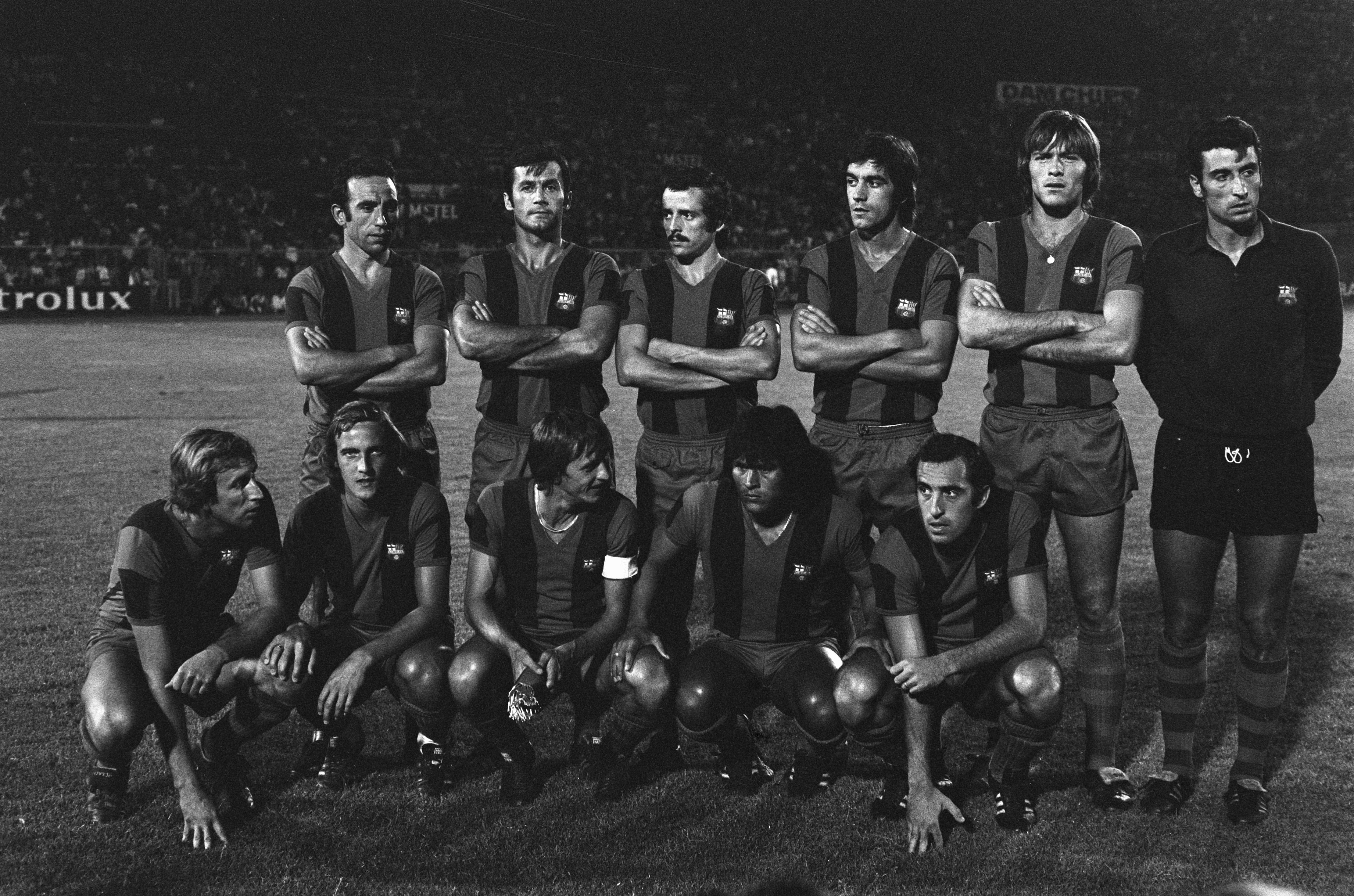
Barcelona, August 1975. Standing, left to right: xxx, Antoni Torres, Antonio de la Cruz, yyy, Migueli, Salvador Sadurní.

Desde su retirada como jugador en 1981 hasta 1987 Rexach entrenó a equipos juveniles de la cantera barcelonista.
En 1984 fundó una prestigiosa escuela de fútbol para jóvenes en Barcelona, llamada Escuela TARR, y que recibe su nombre de las iniciales de sus cuatro socios fundadores: los exjugadores del F. C. Barcelona Torres, Asensi, Rexach y Rifé.
Fue en 1987 cuando se integró a la plantilla técnica del primer equipo, como segundo entrenador de Luis Aragonés. Desde entonces hasta 2003 ha permanecido durante 16 años (tantos como fue jugador) como técnico del primer equipo, aunque casi siempre como segundo entrenador, no como primero. Aun así, durante estos 16 años tuvo que coger las riendas del equipo como primer entrenador por diversas razones.
La primera vez que fue primer entrenador fue en 1988, cuando el primer técnico Luis Aragonés decidió dejar el cargo. Rexach dirigió al primer equipo en dos amistosos contra el Barcelona de Guayaquil y el Peñarol en una gira por Sudamérica. Para la temporada 1988-89, Johan Cruyff se hizo cargo del primer equipo como nuevo entrenador.
Cruyff quiso que Rexach, antiguo compañero en su etapa como jugador barcelonista, fuera su segundo entrenador. Juntos formaron la pareja que, entre 1988 y 1996, llevaría al equipo a conseguir los mayores éxitos futbolísticos de la historia de la entidad, el llamado Dream Team.
Durante los ocho años que estuvieron juntos, Rexach se hizo cargo del primer equipo en más de una ocasión, especialmente en la temporada 1990-1991. A finales de febrero de 1991, Cruyff tuvo un grave infarto que le tuvo hospitalizado varios días, y le obligó a guardar un tiempo de reposo. Rexach se hizo cargo del equipo como segundo entrenador en funciones, ayudando a ganar la Liga, la primera de las cuatro consecutivas que conquistarían. En total, Rexach fue primer técnico del equipo en seis partidos, de los que ganó cuatro, empató uno y perdió uno. El equipo, en esos seis partidos, marcó trece goles y encajó solo tres.
La segunda gran ocasión en que se hizo cargo del equipo como primer entrenador fue al final de la temporada 1995-96. La junta directiva del club, presidida por José Luis Núñez, echó a Johan Cruyff, y ofrecieron a Rexach hacerse cargo del equipo las dos últimas jornadas de Liga. Rexach aceptó el cargo, en una decisión polémica que le costó la amistad con Cruyff.
La temporada siguiente, la 1996-97, el equipo fue dirigido por el inglés Bobby Robson, que se trajo como segundo entrenador al portugués José Mourinho. Rexach siguió formando parte de la plantilla técnica del primer equipo, aunque desempeñando el papel de ojeador de los equipos rivales y de jugadores interesantes para fichar.
Poco tiempo después, desligó por primera en su vida su carrera del F. C. Barcelona, al aceptar una oferta para entrenar al Yokohama Flugels, equipo de la primera división de Japón. La aventura japonesa duró un año y, a final de la temporada 1998-99, Rexach volvió a incorporarse a la plantilla técnica del F. C. Barcelona, dirigido entonces por el neerlandés Louis van Gaal.
En las elecciones a la presidencia del F. C. Barcelona del año 2000 Joan Gaspart, a la postre ganador de los comicios, le incluyó en su equipo electoral como futuro director técnico y asesor del presidente. Sin embargo, el 23 de abril de 2001 Gaspart cesó al primer entrenador, Llorenç Serra Ferrer, a causa de los malos resultados, y ofreció a Rexach la oportunidad de coger las riendas del equipo durante los dos meses que quedaban de temporada, con el único objetivo (perdida la Liga) de clasificar al equipo para la Liga de Campeones de la temporada siguiente. Rexach aceptó y dirigió al equipo en siete partidos de Liga, de los que el equipo ganó tres, empató tres y perdió uno, acabando en cuarta posición, y consiguiendo clasificarse, en el último minuto de la última jornada, para la Liga de Campeones del año siguiente, gracias a un espectacular gol de chilena marcado por Rivaldo, en partido ante el Valencia CF.
La clasificación europea permitió que el presidente Joan Gaspart le ofreciera la oportunidad que siempre había soñado: la renovación del contrato y la posibilidad de ser el primer entrenador del Barcelona en la siguiente temporada, la 2001-02. Por primera vez, no sería un primer entrenador de circunstancias, sino que lo sería por derecho, con todo el poder, y tiempo para planificar la temporada a su gusto, con la plantilla que él eligiera.
La temporada 2001-02 Rexach dirigió al equipo durante las 38 jornadas de Liga, pero el F. C. Barcelona solo pudo igualar la cuarta posición de la campaña anterior. Ganó un total de 18 partidos, empatando 10 y perdiendo 10. Marcó 65 goles a favor y encajó 37 en contra. El equipo tampoco ganó ninguna de las otras competiciones en que participó (ni la Copa del Rey, ni la Liga de Campeones). Rexach fue duramente criticado por la prensa por el juego del equipo, y por el pobre rendimiento de los fichajes que había realizado como el francés Christanval, los brasileños Rochemback y Geovanni o el sueco Andersson.
A final de temporada el Barcelona fichó de nuevo al neerlandés Louis van Gaal para que volviese a ser el técnico del primer equipo, además de darle plenos poderes en el área deportiva del club, mientras que Rexach pasó a dirigir la secretaría técnica. La crisis de resultados de la temporada anterior continuó durante la campaña 2002-03, llevando al club a una grave crisis que desembocó en la dimisión de Gaspart y la convocatoria anticipada de elecciones a la presidencia, celebradas en junio de 2003 con victoria de Joan Laporta, quien impulsó una renovación a fondo en todos los estamentos del club, lo que le llevó a prescindir de los servicios de Charly Rexach, poniendo fin a 44 años casi ininterrumpidos de relación contractual con el F. C. Barcelona.
En los últimos años ha ejercido de analista deportivo en distintos medios de comunicación. En 2010 anunció su voluntad de presentarse a las elecciones a la presidencia del F. C. Barcelona de ese año. Aunque finalmente no concurrió a los comicios, el nuevo presidente, Sandro Rosell, le nombró asesor deportivo del club junto a Migueli y Josep Maria Fusté.

## Clubes como entrenador
| Club                                  | País   | Año       | P  | PG | PE | PP | % v.  |
| ------------------------------------- | ------ | --------- | -- | -- | -- | -- | ----- |
| F. C. Barcelona "B" (asistente)       | España | 1983-1984 |    |    |    |    |       |
| F. C. Barcelona (cantera)             | España | 1984-1987 |    |    |    |    |       |
| F. C. Barcelona (segundo entrenador)  | España | 1987-1996 |    |    |    |    |       |
| F. C. Barcelona (entrenador interino) | España | 1991      | 8  | 5  | 2  | 1  | 62.5  |
| F. C. Barcelona (entrenador interino) | España | 1996      | 2  | 1  | 1  | 0  | 50    |
| Yokohama Flugels                      | Japón  | 1997-1998 |    |    |    |    |       |
| F. C. Barcelona (entrenador interino) | España | 2001      | 7  | 3  | 3  | 1  | 42.86 |
| F. C. Barcelona                       | España | 2001-2002 | 56 | 28 | 14 | 14 | 50    |